# Chalinolobus gouldii
Chalinolobus gouldii је врста слепог миша из породице вечерњака (лат. Vespertilionidae).

## Распрострањење
Ареал врсте је ограничен на једну државу. Аустралија је једино познато природно станиште врсте.

## Станиште
Станишта врсте су шуме и жбунаста вегетација.

## Угроженост
Ова врста је наведена као последња брига, јер има широко распрострањење и честа је врста.